# Pic des Spijeoles
Le pic des Spijeoles est un sommet des Pyrénées françaises.

## Toponymie
Son nom vient une francisation fautive de son nom gascon, eths picholes (es pitcholes, « les petites rigoles »). Cette étymologie fut mise en évidence par le savant et pyrénéiste Émile Belloc, dont on a donné le nom à un sommet voisin : le pic Belloc (3 008 m), sur la crête nord-ouest des Spijeoles.

## Géographie
Culminant à 3 065 m et à cheval entre les départements de la Haute-Garonne et des Hautes-Pyrénées, il est habituellement localisé dans le Haut-Luchonnais près de Bagnères-de-Luchon.

## Histoire
La première ascension par la voie classique a été réalisée par Henry Russell et le guide luchonnais Firmin Barrau (30 juin 1880).
Le 6 septembre 1906, le pyrénéiste luchonnais Marcel Spont fit une chute mortelle à la brèche des Spijeoles.

## Voies d'accès
L'ascension des Spijeoles à partir des granges d'Astau et du refuge d'Espingo (voie classique) est assez longue mais sans réelle difficulté (sauf par temps de brouillard). Même en été et par bonnes conditions, elle est toutefois réservée aux randonneurs aguerris. Elle offre un superbe panorama sur les Pyrénées centrales et la vallée de Luchon. Le dénivelé frisant 2 000 mètres, il est usuel de coucher au refuge d'Espingo.